# Cserig
Cserig (horvátul: Cerić) falu Horvátországban, Vukovár-Szerém megyében. Közigazgatásilag Berzétemonostorhoz tartozik.

## Fekvése
Vukovártól légvonalban 12, közúton 16 km-re nyugatra, Vinkovcétől 4 km-re északkeletre, községközpontjától 2 km-re délre, a Nyugat-Szerémségben, a Szlavóniai-síkság keleti részén fekszik. 

## Története
A régészeti leletek tanúsága szerint területe már az őskortól fogva folyamatosan lakott volt. A településtől 2,5 km-re keletre egy északnyugat-délkeleti irányú magaslaton található „Plandište” régészeti lelőhely, amelyet két vízfolyás medre határol. A lelőhelyen a kőrézkori Kostolac-kultúra, a vaskori a La Tène-kultúra leletei, valamint egy ókori villa rustica maradványai találhatók, melyek az 1–4. századból származnak.
A település a középkorban is létezett. 1267-ben már a monostori uradalom része volt. Neve nemesi névben szerepel „Cherygh” alakban a boszniai káptalan 1443. március 18-án kelt bizonyságlevelében Kórógyi János volt országbíró valkómegyei birtokával kapcsolatban. A mai Cerić-tyel való azonossága nem egyértelmű, mivel a szintén szerém megyei Borovótól nyugatra is állt hajdan egy ilyen nevű település. A nevet általában a cserfa nevéből magyarázzák, mely bőségesen termett ezen a vidéken. 1526-ban Valkóvár eleste után került török kézre és csak 1687-ben szabadult fel a török uralom alól. 
A török kiűzése után előbb kamarai birtok, majd a monostori uradalom része lett. Birtokosai Miksa Eugen de Gossau gróf (1741-ig), Trenk Ferenc báró és 1751-től szlavinczai Sándor Mihály báró voltak. A 19. század elején az uradalmat Khuen Antal gróf örökölte és az ő leszármazottai birtokolták egészen a második világháborúig. Az első katonai felmérés térképén „Cserits”, illetve „Czerics” néven található. Lipszky János 1808-ban Budán kiadott repertóriumában „Cserich” néven szerepel. Nagy Lajos 1829-ben kiadott művében „Cserich” néven 91 házzal, 556 katolikus vallású lakossal találjuk.
1857-ben 730, 1910-ben 1059 lakosa volt. Szerém vármegye Vukovári járásához tartozott. Az 1910-es népszámlálás adatai szerint lakosságának 53%-a német, 43%-a horvát, 2%-a magyar anyanyelvű volt. A település az első világháború után az új szerb-horvát-szlovén állam, majd később (1929-ben) Jugoszlávia része lett. 1991-ben lakosságának 96%-a horvát nemzetiségű volt. 1991-től a független Horvátország része. A horvátországi háború során elfoglalták a szerb csapatok. Ekkor Cserignek 473 lakóépülete volt, ezeknek több mint 95%-át teljesen elpusztították. Az anyagi javak elvesztése mellett az emberek vesztesége még nehezebben volt elviselhető. A szerb hadsereg agressziója során 14 ember vesztette életét a helyszínen, 13 ember súlyosan megsebesült és a mai napig nem tudnak 25 eltűnt ember sorsáról. A településnek 2011-ben 1458 lakosa volt.

## Népessége
| Lakosság változása | Lakosság változása | Lakosság változása | Lakosság változása | Lakosság változása | Lakosság változása | Lakosság változása | Lakosság változása | Lakosság változása | Lakosság változása | Lakosság változása | Lakosság változása | Lakosság változása | Lakosság változása | Lakosság változása | Lakosság változása |
| ------------------ | ------------------ | ------------------ | ------------------ | ------------------ | ------------------ | ------------------ | ------------------ | ------------------ | ------------------ | ------------------ | ------------------ | ------------------ | ------------------ | ------------------ | ------------------ |
| 1857               | 1869               | 1880               | 1890               | 1900               | 1910               | 1921               | 1931               | 1948               | 1953               | 1961               | 1971               | 1981               | 1991               | 2001               | 2011               |
| 730                | 860                | 875                | 983                | 1.008              | 1.059              | 962                | 928                | 1.142              | 1.189              | 1.436              | 1.428              | 1.438              | 1.563              | 1.460              | 1.458              |

## Gazdaság
A településen hagyományosan a mezőgazdaság és az állattartás képezi a megélhetés alapját. 

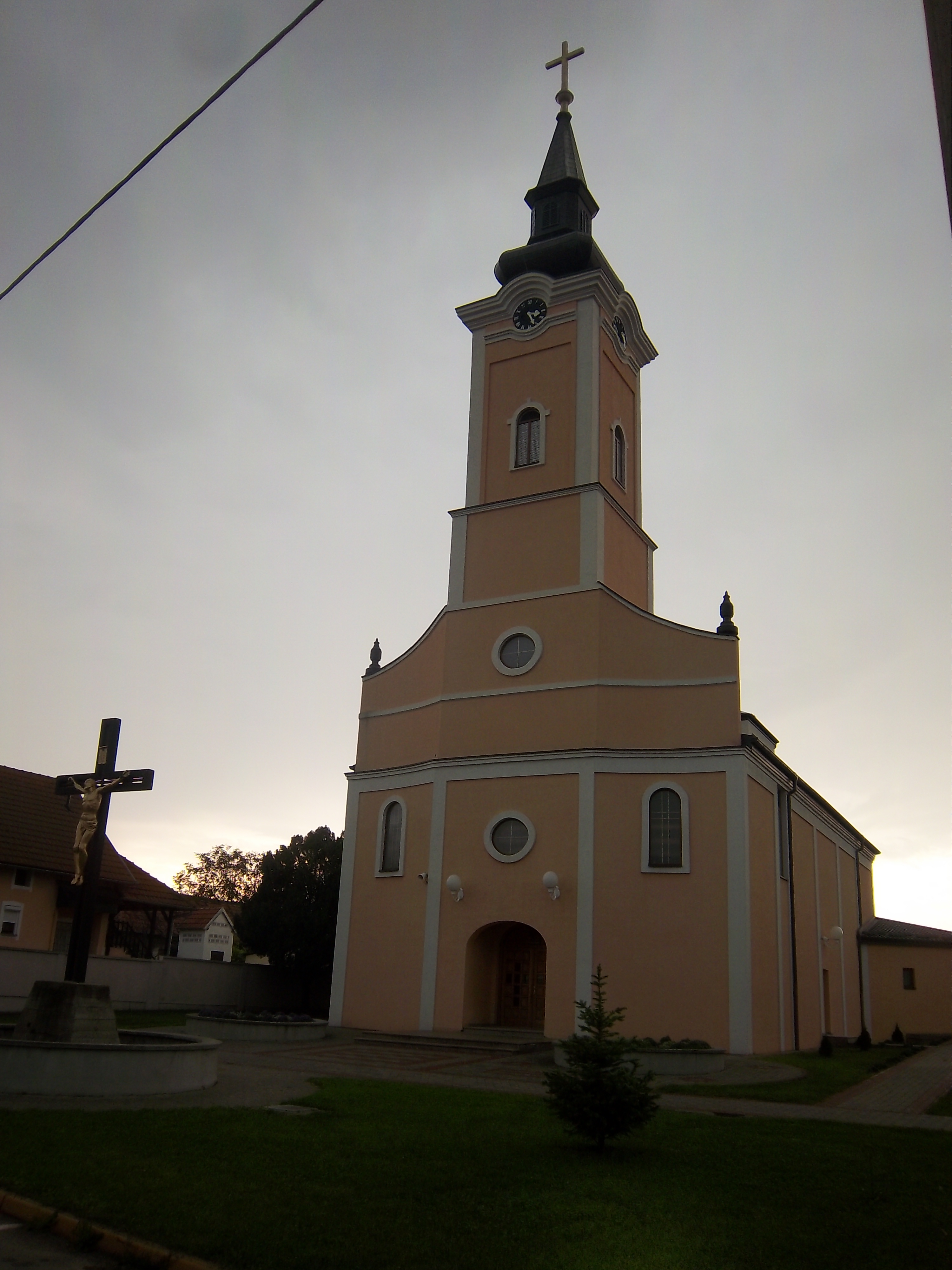
A Szent Katalin templom

## Nevezetességei
Alexandriai Szent Katalin tiszteletére szentelt római katolikus temploma 1794-ben épült. 1970-ben megújították. A horvátországi háború során 1991 októberében előbb súlyosan megsérült, majd 1993. július 4-én a szerbek teljesen lerombolták. Az újjáépítés 2003-ban kezdődött és 2008-ban fejeződött be. 2008. július 27-én szentelte fel Marin Srakić diakovár-eszéki érsek. A berzétemonostori Szentlélek plébánia filiája.

## Kultúra
A KUD Slavko Mađer kulturális és művészeti egyesület sikerrel képviseli a falu kultúráját és hagyományait a különböző fesztiválokon.

## Oktatás
A faluban a berzétemonotori Zrinskih általános iskola területi iskolája működik.

## Sport
- NK Mladost Cerić labdarúgóklub
- Aero Klub Fenix Cerić